# Douglas Haig
Douglas Haig, 1. grof Haig (Edinburgh, 19. lipnja 1861. – 28. siječnja 1928.), britanski časnik i feldmaršal. U Prvom svjetskom ratu od 1915. bio je vrhovni zapovjednik britanskih snaga u Francuskoj (Zapadna fronta).
Douglas Haig rođen je 19. lipnja 1861. u Edinburghu a školovao se na Oxfordu i na koledžu u Sandhurstu. Kako je već služio kao zapovjednik generalštaba u Indiji prije rata, Haig je postavljen za zapovjednika BEF-a u Francuskoj i Belgiji kada je 1914. izbio Prvi svjetski rat. Kasnije je unaprijeđen u generala i dobio je vodstvo proširenog BEF-a pod izvršnim vodstvom generala Frencha. Veliki porazi kod mjesta Loos-en-Gohelle 1915. povećali su sumnju u vodstvo generela Frencha, i Haig je postavljen za vrhovog vođu BEF-a. Iako je vodio trupe u Francuskoj tijekom rata, Haigovo vodtsvo većih kampanja, kao Somme 1916. i Passchendaele 1917. bile su mete jakih kritika premijera Lloyda Georgea. Po njemu je 1919. stvorena nova grofoska titula - grof Haig. Douglas Haig preminuo je 28. siječnja 1928.